# 333081 Cutts
333081 Cutts è un asteroide della fascia principale. Scoperto nel 2007, presenta un'orbita caratterizzata da un semiasse maggiore pari a 2,455215 UA e da un'eccentricità di 0,172583, inclinata di 4,174520° rispetto all'eclittica.